# From Above
From Above, född 6 juni 1998 på Menhammar stuteri i Ekerö i Stockholms län, är en svensk varmblodig travhäst. Han tränades av Stefan Hultman och kördes av Örjan Kihlström.
From Above tävlade åren 2001–2005 och sprang in 8,3 miljoner kronor på 38 starter varav 23 segrar, 3 andraplatser och 2 tredjeplatser. Han tog karriärens största seger i Elitloppet (2003). Bland hans andra stora segrar räknas Svenskt Trav-Kriterium (2001), Fyraåringseliten (2002), Svenskt Travderby (2002) och Breeders' Crown (2002).
Efter karriären har han varit avelshingst på Menhammar stuteri. Han har lämnat efter sig flera miljonärer, bland andra Marshland (2005), Orecchietti (2007), Highspeed Call (2008), Quick Fix (2009), Takethem (2010), Timbal (2012), J.H.Mannerheim (2013) och Pastore Bob (2013). Han tilldelades 2012 den näst högsta avelsvärderingen "A - Mycket god förärvning".

## Karriär
From Above gjorde sin första start den 9 juli 2001 på hemmabanan Solvalla. I sin andra start den 25 juli 2001 på Solvalla tog han sin första seger. Han tog sin första miljonseger och seger i ett Grupp 1-lopp den 30 september 2001 på Solvalla då han vann Svenskt Travkriterium med fem längder för tvåan Gigant Neo.
Säsongen 2002 årsdebuterade han den 8 april i fyraåringsloppet Ina Scots Ära på Mantorptravet och slutade på fjärdeplats. Därefter följde fyra raka segrar, bland annat i Fyraåringseliten den 26 maj under Elitloppshelgen på Solvalla. Den 4 juli deltog han i Sprintermästaren på Halmstadtravet. Efter att ha vunnit försöksloppet, kom han på tredjeplats i finalen. Den 18 augusti vann han uttagningslopp till finalen av Svenskt Travderby på Jägersro. Han var spelad till vinnaroddset 1.00 i uttagningsloppet. Den 1 september 2002 vann han finalen av Svenskt Travderby på Jägersro, före tvåan Gigant Neo. Derbysegern följdes upp med bland annat en seger i finalen av Breeders' Crown för fyraåriga hingstar och valacker som gick av stapeln den 2 november 2002 på Romme travbana. Den framgångsrika säsongen 2002 resulterade i att From Above vid den svenska Hästgalan blev utsedd till "Årets 4-åring".
Säsongen 2003 vann han Elitloppet den 25 maj på Solvalla.
Säsongen 2004 kantades av skadeproblem. Han gjorde karriärens sista start den 19 maj 2005 på Örebrotravet. Han var då först i mål men diskvalificerades efter att ha galopperat över mållinjen.